# 阿莉娅·穆斯塔芬娜
阿莉娅·法加托芙娜·穆斯塔芬娜（羅馬化：Aliya Fargatovna Mustafina；韃靼語：Алия Фәрхәт кызы Мостафина，1994年9月30日—），鞑靼族，俄罗斯女子竞技体操運動員，2012年倫敦奧運會女子高低杠冠軍，她在2010年體操世錦賽帶領了俄羅斯女隊獲得俄羅斯第一個體操女團世界冠軍。

## 生平

### 少年组
穆斯塔芬娜从2006年开始成为俄罗斯的重点培养对象，但是在转为成年组之前，光芒一直被隊友納比耶娃和科莫娃掩盖。
穆斯塔芬娜在2005年開始參加國際大賽。在2008年，14岁的穆斯塔芬娜与队友一起获得欧洲少年体操锦标赛的女团金牌，而在個人項目中，最引人注目的是她的隊友納比耶娃，作為當時歐錦賽少年組的第二人，穆斯塔芬娜獲得了個人全能銀牌。2008年北京奧運會，作為傳統体操貴族俄羅斯竟然一塊獎牌都沒有，曾經前蘇聯時期的传奇教练亚历山大罗夫回歸俄羅斯擔任了主教練，親自執教穆斯塔芬娜，把穆斯塔芬娜的潛力發掘出來，由於穆斯塔芬娜小時候正處於教練人才外失嚴重時期，穆斯塔芬娜本身基礎還沒有打好，特別是轉体技術，卻盲目上難度。不過正因為這一舉動，穆斯塔芬娜將迎來她的輝煌。
穆斯塔芬娜在2009年的俄罗斯体操锦标赛中崭露头角，一举战胜当年的欧洲冠军塞梅诺娃，夺走了全能冠军。7月的日本杯，穆斯塔芬娜带领俄罗斯队获得了团体亚军，她们落后中国队仅0.1分。女子個人全能决赛中，她落后中国选手黄秋爽获得了亚军。8月，穆斯塔芬娜在俄罗斯杯中夺得全能冠军，这是她第2次获得俄罗斯全国比赛的全能冠军。兩次全國全能冠軍也讓她徹底取代同年齡的納比耶娃的地位，她將與科莫娃帶領俄羅斯隊從低谷重新攀上體操界頂峰。

### 2010年
穆斯塔芬娜在年初受到了小伤病的困扰，状态一般，因此缺席了俄罗斯体操锦标赛。不过因為是小傷病，她很快就能恢复起来，并在4月的体操世界杯巴黎站上获得平衡木银牌。4月的欧洲体操锦标赛上，穆斯塔芬娜作為主力，带领俄罗斯队获得团体金牌，还收获两枚个人银牌，彻底奠定自己在队中的地位。
到了10月世锦赛，在资格赛中，穆斯塔芬娜表现出色，拿到了所有项目的决赛席位。穆斯塔芬娜成为13年来第一位在世界体操锦标赛所有项目进入决赛的选手，上一位完成这一壮举的选手则是她的同胞霍尔金娜。俄罗斯在预赛的表现多少撼动了近几年来的中美争霸的局面。穆斯塔芬娜在接受《全体育》记者采访的时候说：“我只是预赛排名第一，并没有获得奖牌。到决赛的时候一切将从零开始。预赛的胜利只是让我知道了我们是有能力战胜美国和中国队。
團体決賽，俄羅斯在高低杠項目崩潰，臨時上陣的安娜·德門蒂耶娃掉杠，納比耶娃更是兩次掉杠，不過中美都有出現失誤，再加上穆斯塔芬娜在参加的全部四项中仅在压轴表现的自由体操中出现了一次出界的失误，最後俄罗斯队以0.201分的微弱优势夺得俄罗斯第一个体操女团世界冠军。可以说，这次俄罗斯女团获得冠军穆斯塔芬娜的出色发挥和优良状态起着至关重要的作用，她是俄罗斯队夺取团体冠军的头号功臣。
在個人全能决赛，穆斯塔芬娜战胜了奥运冠军江钰源和资格赛排名第二的布洛斯，以超强的能力和超乎年龄的成熟发挥，毫无争议的获得了这枚个人项目含金量最重的金牌。单项决赛，穆斯塔芬娜发挥出色，获得三块银牌。因为在平衡木决赛中遗憾的掉下器械，穆斯塔芬娜并没能追平前辈舒舒诺娃和西里瓦斯获得全部奖牌的伟业，但是5枚奖牌也能比肩一代女皇霍尔金娜的成绩了。这位举手投足间都充满了中亚神秘风情的鞑靼族小美人，已经被众多媒体誉为新一代的体操女皇。

### 2011年
穆斯塔芬娜为了要准备参加3月的美国杯而缺席了俄罗斯体操锦标赛。在美国杯比赛中，穆斯塔芬娜由於在自由操上出现失误，以0.1分差距输给了东道主新秀乔婷·韦伯，获得全能亚军。在之後的体操世界杯巴黎站上，穆斯塔芬娜获得了3块金牌。
穆斯塔芬娜随後参加4月的欧洲体操锦标赛，资格赛结束後，她再度让其他女星们甘拜下风，她在全部四个项目中闯进决赛，全能59.750的得分也遥遥领先第二名德门蒂耶娃的56.900分。在全能决赛中，原本以为预赛以领先第二名近3分这样巨大优势的穆斯塔菲娜会轻松问鼎，但没想到在第一项跳马时，因为完成难度6.5的後直900度的高难动作时技术环节出现问题，由于这个动作是向前落地，膝盖要承受很大的冲击力，再加上穆斯塔芬娜并没有完全转正，在落地后她立刻躺在地上抱膝痛哭，随即教练立刻将她送到医院，檢查結果為前十字韌帶撕裂。
由于穆斯塔芬娜的受伤，俄罗斯女队实力受到很大影响，穆斯塔芬娜沒辦法2011年东京世界体操锦标赛，在世锦赛上，穆斯塔芬娜只能在场上看着队友们比赛。不过，傷後僅次於8個月的穆斯塔芬娜在12月比了沃洛宁杯，她获得了高低杠银牌，对於正在恢复的她，这是一个不错的成绩。

### 2012年

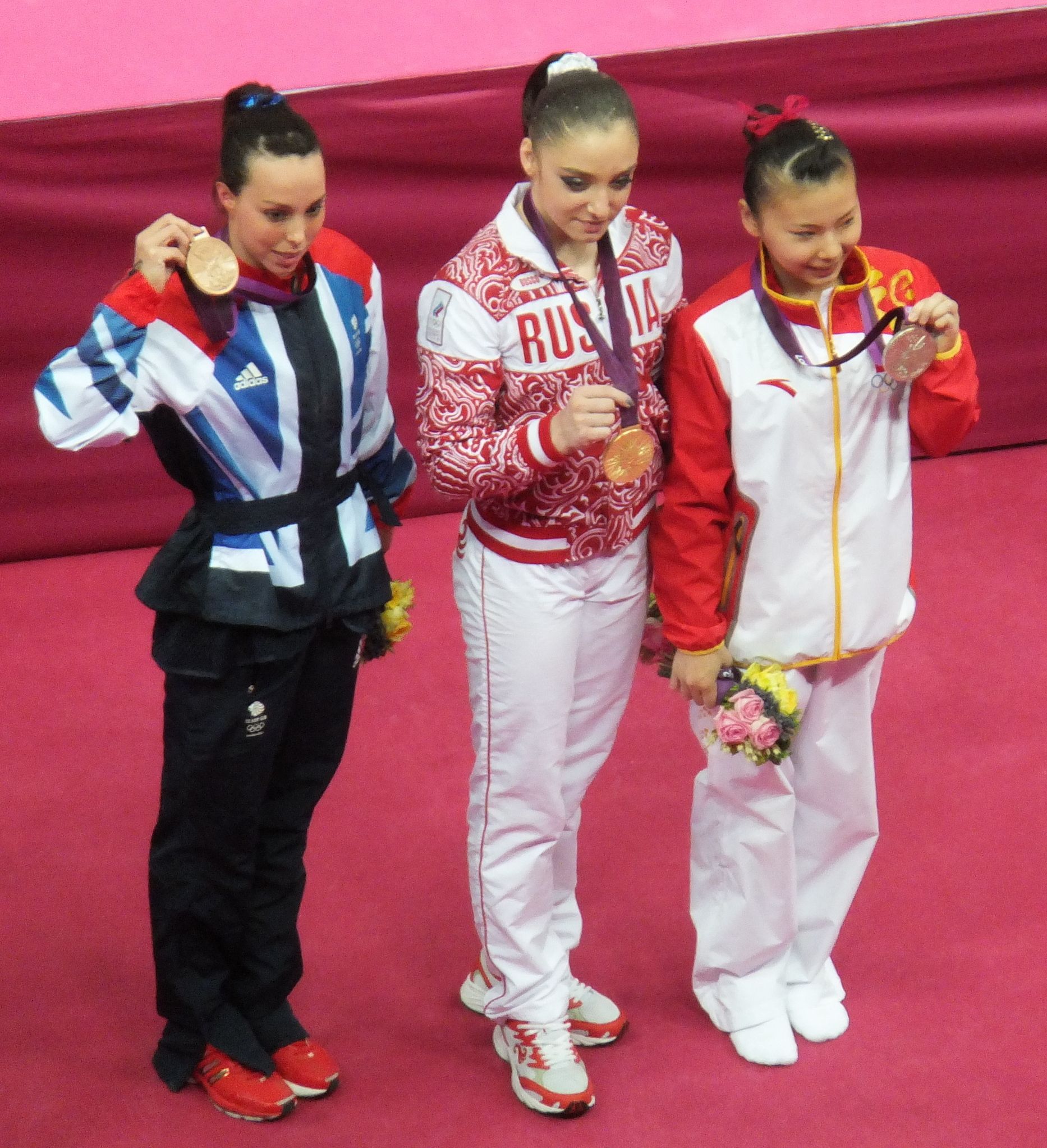
阿莉娅·穆斯塔芬娜（中）在2012年伦敦奥运会奪得高低杠金牌。

穆斯塔芬娜在3月的俄罗斯体操锦标赛上发挥出色，拿到3块金牌，4月又比了一场对抗赛，然而，到了5月布鲁塞尔欧锦赛，才真真正正是穆斯塔芬娜伤後的第一场大赛，但是穆斯塔芬娜在资格赛上表现不佳，高低杠和自由操都出现严重失误，这导致在单项上没能进决赛，而在女团决赛，在面对罗马尼亚由新秀约尔达切的加入而实力增强，俄罗斯在平衡木和自由操的技术上问题始终没有解决好，最後更是不误罗马尼亚拿到团体银牌。
在奧運會，儘管穆斯塔芬娜的傷病並沒有完全好，但是她已經盡自己的全力去恢復更多難度，要知道受ACL傷的運動員通常都會躺一兩年，但是穆斯塔芬娜靠着堅強的意志，跟科莫娃拯救俄羅斯。儘管在賽前有新秀格里什娜的沖擊，但是穆斯塔芬娜在資格賽後順利進入女團，全能，高低杠，自由操共四項決賽，女團決賽，穆斯塔芬娜四個項目全部都上，除了平衡木有晃動，其餘三項都高水平發揮，另一名主力科莫娃除了平衡木下法不太穩，但同樣高水平發揮，兩位主力的順利發揮也保證了俄羅斯一塊銀牌，不過另外三名隊員卻並沒有發揮好，老將阿法納西耶娃儘管平衡木穩住，但在最後壓軸出場的自由操結束串摔了，新秀帕塞卡在奧運前臨時跳馬上6.5難度，落地卻沒控制好，另一名新秀格里什娜高低杠斷連接，自由操更是出現低級失誤，直接葬送沖擊金牌希望。不過回顧以前俄羅斯女隊同樣的崩潰，俄羅斯女隊也是幸於羅馬尼亞和中國競爭力弱，面對着大熱門美國隊，俄羅斯隊保證了銀牌。
到了全能決賽，賽前實在太多事情難以預料，中國選手姚金男和羅馬尼亞選手約爾達切受傷競爭力減退，資格賽全能排名後美國隊韋伯因為一國兩人制無法進決賽，穆斯塔芬娜的對手只剩下隊友科莫娃以及美國雙姝加布麗埃勒·道格拉斯和亞歷山德拉·拉絲曼。到了決勝關鍵階段，穆斯塔芬娜主要是跟亞歷山德拉·拉絲曼競爭銅牌，在平衡木項目中，穆斯塔芬娜在F組動作掉下來，亞歷山德拉·拉絲曼也同樣出現扶木和晃動，最終自由操後兩人總分相同，按照奧運會規則，全能分數相同則減去最低分的一項，分數高者獲勝，穆斯塔芬娜最終拚得一塊銅牌。
在高低杠決賽中，面對大滿貫（奧運會、世界體操錦標賽、體操世界盃）得主何可欣的出色發揮，穆斯塔芬娜靠着超強的把握能力，為俄羅斯拿到一塊寶貴的金牌，自由操決賽儘管難度分較低，但靠着順利發揮、藝術分以及一些選手失常發揮，穆斯塔芬娜意外獲得一枚銅牌。

### 2013年
在奧運會結束後的第一年，穆斯塔芬娜的狀態有些下滑，不過由於其他隊友實力比較弱，再加上科莫娃在1月底不幸受到背傷，缺席多場比賽。正因如此，穆斯塔芬娜依舊是隊中的核心人物，在主場的4月莫斯科歐錦賽，資格賽中的平衡木比得非常糟糕，差一點因為一國兩人制失去全能決賽資格，不過在全能決賽，穆斯塔芬娜的平衡木沒有掉下來，再加上其他三項高水準發揮，順利拿到全能金牌，單項拿到高低杠一金，自由操決賽資格讓給了隊友格里什娜。
緊接着就是同樣主場的俄羅斯喀山2013年夏季世界大學運動會，穆斯塔芬娜在賽前一個星期生病，缺席了一個星期訓練，不過因為感冒小病，對穆斯塔芬娜影響不是很大，再加上其他國家普派出的選手並不是很強，穆斯塔芬娜輕鬆拿到3金1銀。

## 家庭
父親法卡德·穆斯塔芬（Farhat Mustafin）來自鞑靼族，曾經在1976年的蒙特利爾奧運會上獲得一枚希羅式角力銅牌。母親葉蓮娜為俄罗斯人，任職教師。阿莉娅為家中長女，妹妹娜莉亞（Nailya Mustafina）亦曾經是俄罗斯女子体操队少年组队員，惟因傷患已經退役。

## 外部連結
- 阿莉娅·穆斯塔芬娜的Instagram帳戶
- 穆斯塔芬娜(跳马)